# Aleksandr Anjukov
Aleksandr Anjukov (Kujbyšev, 28. rujna 1982.) bivši je ruski nogometaš koji je igrao na poziciji desnog braniča.
Karijeru je započeo u klubu Krilja Sovjetov. 2003. postao je standardni igrač samarskog kluba.
Tijekom 2005. prešao je u Zenit. Nastupao je u Kupu UEFA 2005/06 gdje je klub iz Petrograda igrao je u četvrtfinalu.

## Reprezentacija
Postao je prvak Rusije 2007., te pobjednik Kupa UEFA 2007/08. Bio je član ruske reprezentacije na Europskom prvenstvu u Austriji i Švicarske 2008. godine gdje je Rusija igrala u polufinalu.

### Pogodci za reprezentaciju
| #  | Datum           | Mjesto                                   | Protivnik | Pogodak | Rezultat | Natjecanje            |
| -- | --------------- | ---------------------------------------- | --------- | ------- | -------- | --------------------- |
| 1. | 8. lipnja 2005. | Borussia-Park, Mönchengladbach, Njemačka | Njemačka  | 0 : 1   | 2 : 2    | Prijateljska utakmica |

## Vanjske poveznice
- Profil na Transfermarktu
- Profil na Soccerwayu